# Zhor Gourram
Zhor Gourram là một tiểu thuyết gia và học giả người Maroc. Là một tiến sĩ, cô hiện đang giảng dạy tại Đại học Ibn Tofeil ở Kenitra, Maroc. Cô cũng tiến hành nghiên cứu về ngôn ngữ, sáng tạo và phương tiện truyền thông mới và điều hành phòng thí nghiệm nghiên cứu của riêng mình tại trường đại học. Cô là một nhà phê bình văn học có kinh nghiệm, và đã phục vụ trong ban giám khảo của Giải thưởng Sách Ả Rập, Giải thưởng Owais và Giải thưởng Sách Ma-rốc. Cô đã được trao tặng Sash Hoàng gia cho Bằng khen Quốc gia tại Hội chợ Sách Casablanca năm 2012.